# Guido Landert
Guido Landert (* 3. November 1985 in Wattwil) ist ein ehemaliger Schweizer Skispringer und Nordischer Kombinierer, der für den SC Speer Ebnat-Kappel startete.

## Werdegang
Guido Landert begann seine Karriere zunächst als Nordischer Kombinierer, wobei er dort im Juniorenbereich und im B-Weltcup nur mässig erfolgreich war. Nach seinem daraufhin erfolgenden Wechsel zu den Spezialspringern debütierte er im Skisprung-Weltcup im Dezember 2005 in Lillehammer. An der Vierschanzentournee nahm er nicht teil, er startete danach aber regelmässig im Weltcup. Schon bei seinem zweiten Einsatz in Sapporo erreichte er einen 10. Platz und qualifizierte sich damit für die Olympischen Winterspiele 2006 in Turin. Hier nahm er an allen drei Wettbewerben teil, konnte aber, abgesehen von einem siebten Platz mit dem Team, keine gute Platzierung erreichen. Seine Leistungen im Weltcup schwankten zunächst. Mit einem sechsten Platz auf der Grossschanze von Kuusamo erreichte er zum Auftakt der Saison 2006/07 erstmals ein Ergebnis in der Weltspitze. Nach einem Trainerwechsel gelangen ihm in der Saison 2007/08 mehrere Top-30-Platzierungen.
Nach dem letzten Wettkampf der Saison 2007/08, dem Skifliegen in Planica, beendete Landert aufgrund von Motivationsproblemen seine Karriere.
Landert lebt heute in seinem Geburtsort Wattwil.

## Erfolge

### Weltcup-Platzierungen
| Saison  | Platz | Punkte |
| ------- | ----- | ------ |
| 2005/06 | 47.   | 40     |
| 2006/07 | 51.   | 43     |
| 2007/08 | 42.   | 46     |